# Határtalan szerelem (teleregény)
A Határtalan szerelem, egy venezuelai telenovella a Sony Pictures Television International-Laura Visconti Produccionestól. Főszereplői: Zair Montes, Carlos Guillermo Haydón, Tatiana Capote, Eduardo Serrano és Julie Restifo. A sorozat Magyarországon 2011. január 3-án került adásba a PRO4-en.

## Történet
|  | Alább a cselekmény részletei következnek! |

Mariana egy ártatlan, fiatal és naiv lány, akit mindenáron rá akar venni Amparito, a  Pretty Doll tulajdonosa, hogy az ő bárjában táncoljon. A céljai eléréséhez minden eszközt megragad:  szövetkezik Mariana pénzsóvár szüleivel, hogy egy hazugsággal rávegyék a lányt a munkára. Kitalálják, hogy Mariana édesanyja súlyos beteg, és drága kezelésre van szüksége, a cselszövéshez Amparo felfogad egy orvost is. Mariana így kénytelen az éjszakai klubban táncolni, hogy előteremtse a kezeléshez szükséges pénzt, nem tudván, hogy nem csak sztriptízt táncol, de valójában a teste is árverésre van bocsátva. A bárban találkozik a gazdag, jóképű, magabiztos és nőcsábász Fernandoval. A férfi első látásra beleszeret a lányba, de a körülmények miatt könnyűvérűnek hiszi. A folytonos kételkedés ellenére, feleségül akarja venni, hogy ezzel is bosszantsa a bácsikáját, Ernestot, és hogy megszerezze a jogos örökségét. A szerelmesek közé áll még Fernando exmenyasszonya, Samantha is, aki meg akarja kaparintani a Salaverry vagyont, ezért mindent megtesz, hogy szétválassza őket. Ennek ellenére Fernando feleségül veszi Marianát, de az igazi bonyodalmak még csak ezután következnek. Samantha szövetkezik Mariana ármánykodó kolléganőjével, Carinával és Claudioval, Fernando unokatestvérével, hogy pokollá tegyék a szerelmesek házasságát...
|  | Itt a vége a cselekmény részletezésének! |

## Szereplők
| Színész(nő)              | Szerepnév                 | Megjegyzés | Magyar hangok      |
| ------------------------ | ------------------------- | --- | ------------------ |
| Zair Montes              | Mariana Márquez           | Elvira és Anibal nevelt lánya, valójában Amparo és Ernesto lánya, Marco Antonio anyja                                              | Roatis Andrea      |
| Carlos Guillermo Haydón  | Fernando Salaverry        | Bankár, Marco Antonio és Laura örökbefogadott fia, Ernesto és Felipe fogadott unokaöccse, Marco Antonio apja                       | Varga Rókus        |
| Tatiana Capote           | Amparo Savala             | A Pretty Doll bár tulajdonosa, Mariana főnöke és édesanyja, Ernesto szerelme                                                       | Vándor Éva         |
| Eduardo Serrano          | Ernesto Salaverry         | A Banco Piramide tulajdonosa, Marco Antonio és Felipe testvére, Fernando fogadott nagybátyja, Mariana apja, Marco Antonio nagyapja | Sörös Sándor       |
| Esther Orjuela           | Elvira de Márquez         | Anibal felesége, Mariana nevelőanyja                                                                                               | Bessenyei Emma     |
| Marcos Campos            | Anibal Márquez            | Elvira férje, Mariana nevelőapja                                                                                                   | Borbiczki Ferenc   |
| Gigi Zanchetta           | Alicia Guzmán             | Ernesto alkalmazottja, Felipe szeretője, Julián és Gaby édesanyja, Josefina elraboltatja, sosem kerül elő, valószínűleg megölték   | Sági Tímea         |
| Manuel Escolano          | Felipe Salaverry          | Bankár; Ernesto öccse; Josefina férje; Claudio és Gaby édesapja, Julián nevelőapja, súlyos beteg, haldoklik                        | Koncz István       |
| Reina Hinojosa           | Natalia 'Naty' de Linares | Ernesto titkárnője, David felesége, Paty és Martín édesanyja                                                                       | Farkasinszky Edit  |
| Alberto Alifa            | David Linares             | Taxisofőr, Naty férje, Paty és Martín édesapja                                                                                     | Czvetkó Sándor     |
| Virginia Urdaneta        | Julia Miller              | Samantha édesanyja, alkoholista | Andresz Kati       |
| Elisa Stella             | Isabel                    | Házvezetőnő a Salaverry-házban | Bókai Mária        |
| Maykel Vizcaya           | Claudio Salaverry         | Bankár, Josefina és Felipe fia | Seder Gábor        |
| Abril Schreiber          | Rita                      | Mariana barátnője, Waldo szerelme                                                                                                  | Kelemen Kata       |
| Miguel Augusto Rodríguez | Nicolás Bustamente        | Fernando barátja, szerelmes Marianába, később Dalilába                                                                             | Maday Gábor        |
| Jullye Giliberti         | Samantha Miller           | Julia lánya, Fernando barátnője, Claudio szeretője, Cselszövő                                                                      | Hámori Eszter      |
| Oswaldo Mago             | Juan Carlos Valderrama    | Natalia első szerelme, Milenka vőlegénye, egy utcai rablás során megölik                                                           | Forgács Gábor      |
| Gerardo Soto             | Dr. Goldstein             | Orvos, Amparito, Anibal és Elvira bűntársa                                                                                         | Péter Richárd      |
| Alberto Rowinsky         | Lorenzo Santini           | Samantha férjének barátja, zsarolja Samathát, majd lebuktatja Fernando előtt                                                       | Végh Ferenc        |
| Julie Restifo            | Josefina de Salaverry     | Felipe felesége, Claudio édesanyja                                                                                                 | Menszátor Magdolna |
| Jesús Cervó              | Tigre                     | Amparo alkalmazottja és szeretője, börtönben volt, Conyba szerelmes, megkéseli Cony molesztáló apját                               |                    |
| Alicia Hernández         | Dalila                    | Amparo alkalmazottja | Solecki Janka      |
| Saúl Marín               | Waldo                     | Rita barátja |                    |
| Belén Peláez             | Milenka                   | Amparo alkalmazottja, Samantha bűntársa, később megjavul, szerelmes Juan Carlosba                                                  |                    |
| Daniela Navarro          | Paty Linares              | Naty és David lánya, Julián barátnője                                                                                              |                    |
| René Díaz                |                           | |                    |
| Juan Carlos Adrianza     | Tato                      | Amparo alkalmazottja | Pálmai Szabolcs    |
| Sally De Rogatis         | Silvana                   | Amparo alkalmazottja |                    |
| Mariana Magallanes       | Carina                    | A Salaverry-ház alkalmazottja |                    |
| Ángel Cueva              | Julián Salaverry Guzmán   | Alicia fia, Felipe nevelt fia, Gaby féltestvére, szerelmes Patyba                                                                  |                    |
| Shakti Maal              | Gaby Salaverry Guzmán     | Alicia és Felipe lánya, Claudio és Julián féltestvére                                                                              |                    |
|                          | Marco Antonio             | Fernando és Mariana kisfia |                    |
|                          | Marco Antonio Salaverry   | Fernando nevelőapja, Ernesto és Felipe testvére, Laura férje, Josefina megöleti                                                    |                    |
|                          | Laura Salaverry           | Fernando nevelőanyja, Marco Antonio felesége, Josefina megöleti                                                                    |                    |

## Fordítás
- Ez a szócikk részben vagy egészben  a   Si me miran tus ojos című spanyol Wikipédia-szócikk fordításán alapul.  Az eredeti cikk szerkesztőit annak laptörténete sorolja fel. Ez a jelzés csupán a megfogalmazás eredetét és a szerzői jogokat jelzi, nem szolgál a cikkben szereplő információk forrásmegjelöléseként.